# 威廉·G·韦伯斯特
威廉·G·韦伯斯特（1951年7月3日—）是一位已退休的美国陆军将军，曾作为美國陸軍第3步兵師师长参与了伊拉克战争，此后先后担任美国北方司令部副司令和美国第三集团军司令。